# Акросантес
Акросантес (лат. Acrosanthes) — род суккулентных растений семейства Аизовые (Aizoaceae) произрастающий на территории Намибии и ЮАР (Капская провинция), единственный представитель подсемейства Acrosanthoideae.

## Название
Родовое латинское (научное) название Acrosanthes происходит от греческих слов akros, — «на кончике» или «конце», и anthos, — «цветок».
Русскоязычное название является транслитерацией латинского.

## Ботаническое описание
Представители рода могут иметь как низкорослую, так и раскидистую форму роста. Они являются многолетними кустарниками, которые ветвятся дихазиально, имея один доминантный стебель. Стебли одревесневают у основания. Листья супротивные, мясистые и голые, не имеют прилистников.
Соцветия формируются на дихазиальных ветвях, возможно, на боковых, вероятно, на хорошо развитой вегетативной основе. Цветки мелкие и обоеполые. Околоцветник состоит из пяти лопастей с дорсальными придатками. Трубка цветка короткая, а лопасти околоцветника мясистые. Количество тычинок может варьировать от 8 до множества, иногда они группируются. Завязь верхняя и разделена базальной перегородкой на два гнезда, в каждом из которых находится по одной базальной семязачатке. Растения имеют два коротких рыльца. Тип плода – коробочка, которая сохраняется в трубке околоцветника. Семена варьируются от почковидных до округлых.

## Таксономия
Acrosanthes Eckl. & Zeyh., первое упоминание в Enum. Pl. Afric. Austral.: 328 (1837).

### Синонимы
Гетеротипные (основанные на разных номенклатурных типах):
- Didaste E.Mey. ex Harv. & Sond. (1862)

### Виды
Подтвержденные виды по данным сайта Plants of the World Online на 2023 год:
- Acrosanthes anceps (Thunb.) Sond.
- Acrosanthes angustifolia Eckl. & Zeyh.
- Acrosanthes decandra Fenzl
- Acrosanthes humifusa (Thunb.) Sond.
- Acrosanthes microphylla Adamson
- Acrosanthes parviflora J.C.Manning & Goldblatt
- Acrosanthes teretifolia Eckl. & Zeyh.